# Иридоциклит
Иридоциклит (передний увеит) — воспаление радужной оболочки и цилиарного тела глазного яблока. В общей популяции распространённость составляет до 0,05%. Предрасполагающим к развитию иридоциклита заболеванием является ревматизм. У лиц с ревматизмом распространённость иридоциклита составляет 40%. Чаще всего наблюдается в 20—40 лет.

## Этиология
Развитию иридоциклита способствуют: вирусные инфекции (герпес, грипп, корь), протозойные (малярия, токсоплазмоз), бактериальные болезни: тифы, воспаление лёгких, гонорея, сифилис, туберкулёз, ревматические болезни (ревматизм, юношеский ревматоидный артрит, анкилозирующий спондилоартрит Бехтерева), болезни, связанные с нарушением обмена веществ (диабет, подагра и др.), заболевания зубов, челюстей (прикорневые кисты), носоглотки и придаточных полостей носа, системные заболевания (саркоидоз, болезнь Бехчета, болезнь Фогта — Коянаги — Харады), заболевания грибковой природы, а также травма глаз (контузия и ранение) и кератиты.

## Патогенез
Воздействие этиологических факторов ведёт к образованию и проникновению в кровоток циркулирующих антигенов, поступающих из внеглазных очагов инфекции или других источников сенсибилизации.
Воздействие эндогенных (хронические инфекции, длительный стресс) или экзогенных (травма, переохлаждение, острые инфекции) причин ведёт к нарушению проницаемости гематоофтальмического барьера и способствует осаждению иммунных комплексов в тканях увеального тракта глаза, частью которого являются радужная оболочка глаза и ресничное тело. Иммунологическое повреждение структур глаза происходит при участии медиаторов воспаления — гистамина, серотонина, ацетилхолина, лимфокинов, простагландинов и комплемента. Образование комплексов «антиген—антитело» сопровождается симптоматикой иридоциклита: воспалением, васкулопатиями, явлениями иммунного цитолиза, дисферментоза, нарушениями микроциркуляции с исходом в рубцевание и дистрофию тканей. Выраженность клинических проявлений зависит от природы и продолжительности воздействия антигена, степени нарушения гематоофтальмического барьера, состояния иммунитета и обусловлена генотипом организма.

## Клиническая картина
Иридоциклиты могут возникать в любом возрасте, однако чаще болеют лица от 20 до 40 лет.
Основными симптомами заболевания являются боль в глазу с иррадиацией в височную и лобную области, усиливающаяся в ночное время суток, слезотечение, светобоязнь, появление преципитатов на задней поверхности роговицы, изменение цвета и рисунка радужки, сужение зрачка, образование задних спаек — синехий, помутнение стекловидного тела, изменение внутриглазного давления и снижение зрения.

## Лечение
Первая помощь при иридоциклите заключается в расширении зрачка. Это направлено на предотвращение сращений радужки с хрусталиком и снятие болевого синдрома. С этой целью применяют атропин и анальгетики.
Лечение комплексное. Включают непосредственное лечение инфекционного процесса и применение противовоспалительных препаратов.
Осложнения иридоциклита наблюдаются в 20 % случаев. Они представляют угрозу как для зрения, так и для самого существования глаза. К ним относят:
- сращение и заращение зрачка
- катаракта
- деформация стекловидного тела и отслоение сетчатки
- абсцесс стекловидного тела
- атрофия глаза